# Gobierno Regional de Lima
El Gobierno Regional de Lima es el órgano con personalidad jurídica de derecho público y patrimonio propio, que tiene a su cargo la administración de nueve provincias del departamento de Lima (sin la provincia de Lima), en la Costa central del Perú. Su finalidad es el desarrollo social, cultural y económico de su circunscripción. Tiene su sede en la ciudad de Huacho.
Está constituido por el Gobernador Regional y el Consejo Regional.

## Gobernador regional
Desde el 1 de enero de 2023 hasta la actualidad el órgano ejecutivo está conformado por:
- Gobernador Regional: Rosa Gloria Vásquez Cuadrado
- Vicegobernador Regional: Nicolás Oscar Barrera Moran

2019 - 2022
- Gobernador Regional: Ricardo Chavarría Oría
- Vicegobernador Regional: Francisco Rubén Ruiz Gonzales

## Gerencia regional
Desde el 1 de enero de 2023 el órgano administrativo está conformado por:
- Gerencia General Regional: Leonardo Edison Vilchez Fernandez
- Gerencia Regional de Planeamiento, Presupuesto y Acondicionamiento Territorial: Yanet Liliana Lunarejo Luna
- Gerencia Regional de Infraestructura: Justo Víctor Quillca Mayo
- Gerente Subregional Lima Sur: Caleb Gerson Ramos Llerena
- Gerencia Regional de Desarrollo Social: Pedro Dagoberto Riega Guerra
- Gerencia Regional de Recursos Naturales y Gestión Ambiental: Flor Mery Yauri Ramirez

2019 - 2022
- Gerencia General Regional: Carlos Alberto Chuquipoma Facho
- Gerencia Regional de Planeamiento, Presupuesto y Acondicionamiento Territorial: Lorenzo Henrry Espíritu Victorio
- Gerencia Regional de Infraestructura: Rubén Willy Camargo Cosme
- Gerencia Regional de Desarrollo Económico: Fredy Julián Gamarra Concepción
- Gerencia Regional de Desarrollo Social: Rosa Elva Torrejón Aragón
- Gerencia Regional de Recursos Naturales y Gestión Ambiental: Johnny Fernando Pérez Pacheco

## Consejo regional
El consejo regional es un órgano de carácter normativo, resolutivo y fiscalizador, dentro del ámbito propio de competencia del Gobierno Regional, encargado de hacer efectiva la participación de la ciudadanía regional y ejercer las atribuciones que la Ley Orgánica de Gobiernos Regionales del Perú respectiva le encomienda.
Está integrado por 13 consejeros elegidos por sufragio universal en votación directa, de cada una de las 9 provincias del departamento. Su periodo es de 4 años en sus cargos. 

### Listado de consejeros regionales[2]
| # | Provincia                              | Provincia  | Partido                                         | Consejero                        |
| - | -------------------------------------- | ---------- | ----------------------------------------------- | -------------------------------- |
| 1 |                                        | Barranca   | Fuerza Regional                                 | Teófilo Garay Sánchez            |
| 2 |                                        | Cajatambo  | Patria Joven                                    | Abel Narciso Caquipoma Reyes     |
| 2 | Alianza para el Progreso               | Cajatambo  | Vicente Sabino Rivera Loarte                    |                                  |
| 3 |                                        | Canta      | Patria Joven                                    | Amador Seras Reinoso             |
| 4 |                                        | Cañete     | Patria Joven                                    | Carlos Alberto Faustino Calderón |
| 4 | Alianza para el Progreso               | Cañete     | Alcibíades Roy Beltrán Gutiérrez                |                                  |
| 5 |                                        | Huaral     | Fuerza Regional                                 | Jorge Hernán Arrieta Camacho     |
| 6 |                                        | Huarochirí | Patria Joven                                    | Hernando Pascual Livia Bartolo   |
| 7 |                                        | Huaura     | Concertación para el Desarrollo Regional - Lima | Eugenio Huaranga Cano            |
| 7 | Movimiento Regional Unidad Cívica Lima | Huaura     | Mariapia Canales Arrascue                       |                                  |
| 8 |                                        | Oyón       | Alianza para el Progreso                        | Wilder José Velarde Campos       |
| 8 |                                        | Yauyos     | Movimiento Regional Unidad Cívica Lima          | Juan Rosalino Reyes Ysla         |
| 8 | Fuerza Popular                         | Yauyos     | Jesús Antonio Quispe Galván                     |                                  |